# Беленков, Никита Юрьевич
Никита Юрьевич Беленков (1917, Москва, Российская империя — 1986, Москва, СССР) — советский учёный-нейрофизиолог и педагог, доктор биологических наук (1954), профессор (1956), член-корреспондент АМН СССР (1969).

## Биография
Родился 21 января 1917 года в Москве.
С 1936 по 1941 год обучался на биологическом факультете Ленинградского государственного университета.
С 1941 по 1955 год на научно-исследовательской работе в Институте экспериментальной медицины АМН СССР в должности научного и старшего научного сотрудника физиологического отдела. С 1955 по 1973 год на педагогической работе в Горьковском медицинском институте имени С. М. Кирова в должности заведующего кафедрой нормальной физиологии, одновременно с педагогической занимался и научной деятельностью являясь председателем Горьковского отделения Всесоюзного физиологического общества имени И. П. Павлова.
С 1973 по 1986 год на научно-педагогической работе в Первом Ленинградском медицинском институте имени И. П. Павлова в должности заведующего кафедрой нормальной физиологии.

### Научно-педагогическая деятельность
Основная научно-педагогическая деятельность Н. Ю. Беленкова была связана с вопросами в области нейрофизиологии, занимался исследованиями морфо-физиологической организации условного рефлекса человека. Под руководством Н. Ю. Беленкова в 1969 году была разработана методика обратимого холодового выключения неокортекса и его отдельных зон, что позволило подойти к решению ряда вопросов, касающихся механизмов компенсации реорганизации деятельности мозга и мозговых функций после выключения тех или иных его формаций.
В 1954 году он защитил диссертацию на учёную степень доктор медицинских наук по теме: Сложная нервная деятельность кошек, лишенных коры больших полушарий (неокортекса), в 1956 году ему было присвоено учёное звание профессор. В 1969 году был избран член-корреспондентом АМН СССР. Под руководством Н. Ю. Беленкова было написано около ста научных трудов, являлся членом редакционной коллегии научного журнала «Высшая нервная деятельность».
Сын — академик Беленков, Юрий Никитич (1948 г.р.).
Скончался 5 ноября 1986 года в Москве.

## Награды
- Орден «Знак Почёта»